# Елец (рыба)
Еле́ц (лат. Leuciscus leuciscus) — вид лучепёрых рыб семейства карповых. Типовой вид распространён в реках Европы и Урала, в бассейнах Балтийского, Северного, Чёрного, Белого, Баренцева и Каспийского морей.

## Описание
Длина тела — обычно около 15 см, максимально зарегистрированная — 40 см, максимально зарегистрированная масса — 1,0 кг, способен доживать до 16 лет.
У ельца голубовато-серая спина, серебряно-белое брюхо, плавники серые с небольшим оттенком жёлтого. Начальные лучи плавников всегда темнее остальных. Тело умеренно брусковатое, слегка сжатое с боков. Рот небольшой полунижний. Глоточные зубы двухрядные (обычно 2,5—5,2). Жаберных тычинок 8—10. Спинной плавник усечённый, с 3 неразветвлёнными и 7—8 ветвистыми лучами, в анальном соответственно 3 и 7—9. Хвостовой плавник относительно длинный, выемчатый. Чешуя средних размеров, в боковой линии 46—54 чешуйки.
Внешне елец немного напоминает голавля, но елец отличается более сжатым с боков туловищем, узкой головой, небольшим ртом и слегка вырезанным анальным плавником серого или желтоватого цвета, а у голавля он закруглённый и ярко-красный.

## Подвиды
- Сибирский елец (Leuciscus leuciscus baicalensis) — в реках Сибири, промысловая рыба.
- Киргизский елец (Leuciscus leuciscus kirgisorum)  — в реках Кыргызстана, Казахстана[4].

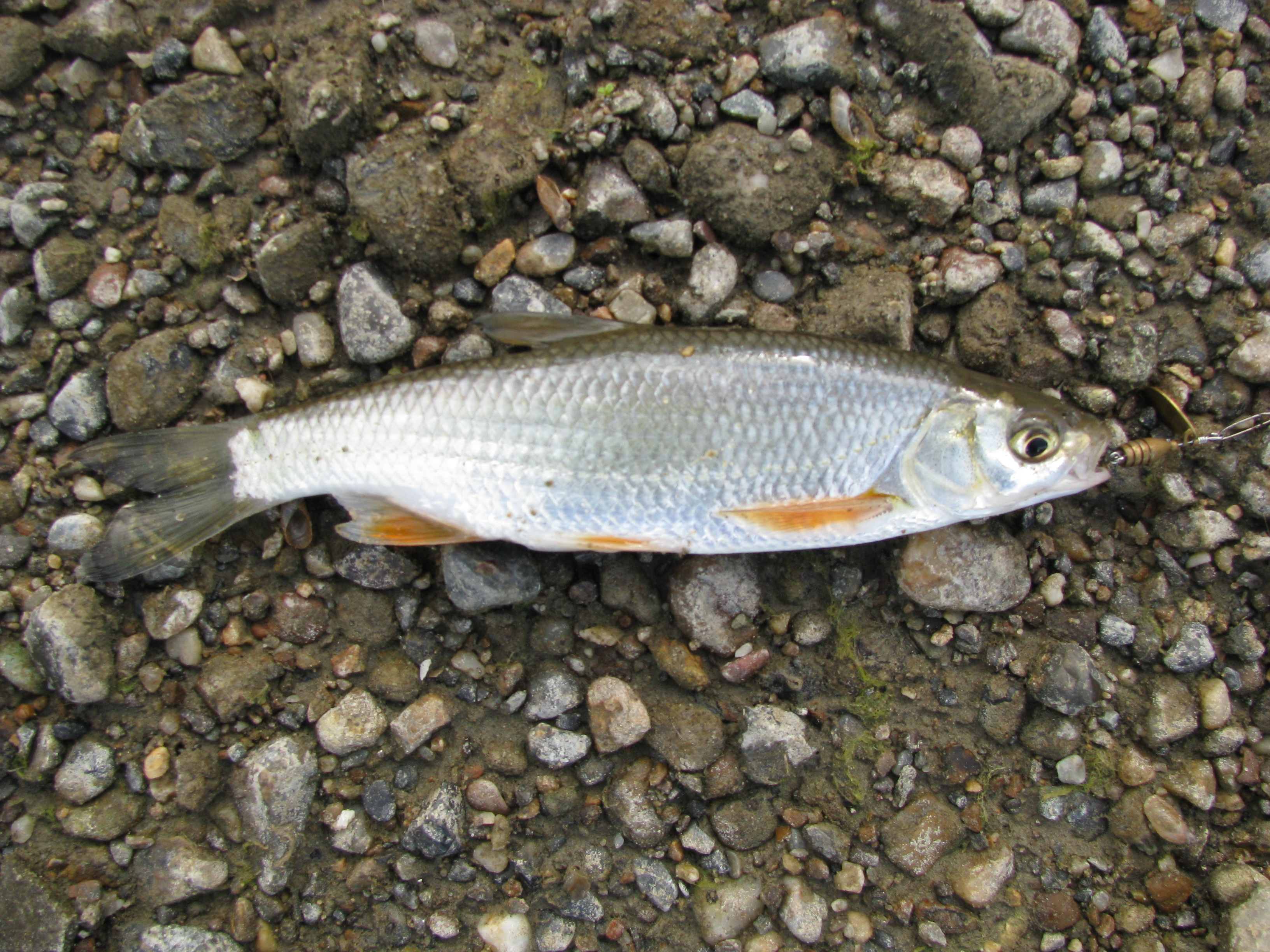
Сибирский елец из р. Обь

## Обитание
Елец, как правило, водится в небольших чистых с медленным течением реках, однако встречается и в проточных озёрах, иногда заходит в некоторые пойменные водоёмы. Держится на участках с твёрдым песчаным или каменистым дном.

## Размножение
Рыба становится половозрелой в возрасте 3 лет при длине в 11—14 см. Нерест проходит весной, с конца марта по май; для нереста выбирает участки дна с песчано-глинистом грунтом или при наличии затопленной растительности; одна самка вымётывает до 17 тыс. икринок, икра крупная, диаметр около 2 мм.

## Питание
Питается мелкими беспозвоночными животными планктона, червями, кузнечиками, бабочками, мухами, водной растительностью и донными обрастаниями (тиной). С большим аппетитом поедает различные виды злаковых: пшено, геркулес, различные отруби, хлеб, тесто, кукурузу, манную крупу, а также костную муку (жареные кости).